# Agostinho de Moura Barreto
Agostinho Domingos José de Mendonça Rolim de Moura Barreto (Lisboa, 28 de agosto de 1780 — Salvaterra de Magos, 29 de fevereiro de 1824), 1.º marquês de Loulé e 8.º conde de Vale de Reis, aristocrata e político, considerado próximo do rei D. João VI e partidário do liberalismo. Apareceu morto entre os entulhos do Palácio Real de Salvaterra. As circunstâncias estranhas da sua morte lançaram a suspeita do autoria moral do atentado sob o infante D. Miguel e os seus partidários. Foi pai de Nuno José de Moura Barreto, o 2.º marquês de Loulé e um dos principais políticos liberais durante a Guerra Civil Portuguesa e as primeiras décadas do regime constitucional.

## Biografia
Figura próxima do rei D. João VI e partidário do liberalismo, as circunstâncias estranhas da sua morte lançaram a suspeita do autoria moral do atentado  sob o Infante D. Miguel.
Filho do 6º conde de Vale de Reis e Governador do Algarve Nuno José Fulgêncio Agostinho João Nepomuceno de Mendonça e Moura e pai do 1º duque de Loulé Nuno José Severo de Mendoça Rolim de Moura Barreto.